# Pristimera nervosa
Pristimera nervosa là một loài thực vật có hoa trong họ Dây gối. Loài này được (Miers) A.C.Sm. miêu tả khoa học đầu tiên năm 1940.